# Футбол на літніх Олімпійських іграх 1900
Олімпійський футбольний турнір 1900 (20 вересня 1900 — 23 вересня 1900) — перші футбольні змагання в рамках літніх Олімпійських ігор, які було визнано Міжнародним олімпійським комітетом. Втім, ФІФА веде відлік футбольних турнірів на Олімпіаді від 1908 року, тож ці змагання були напівофіційними. У турнірі взяли участь три аматорські команди, які не представляли свої національні збірні та матчі між якими носили демонстраційний характер.

## Історія проведення

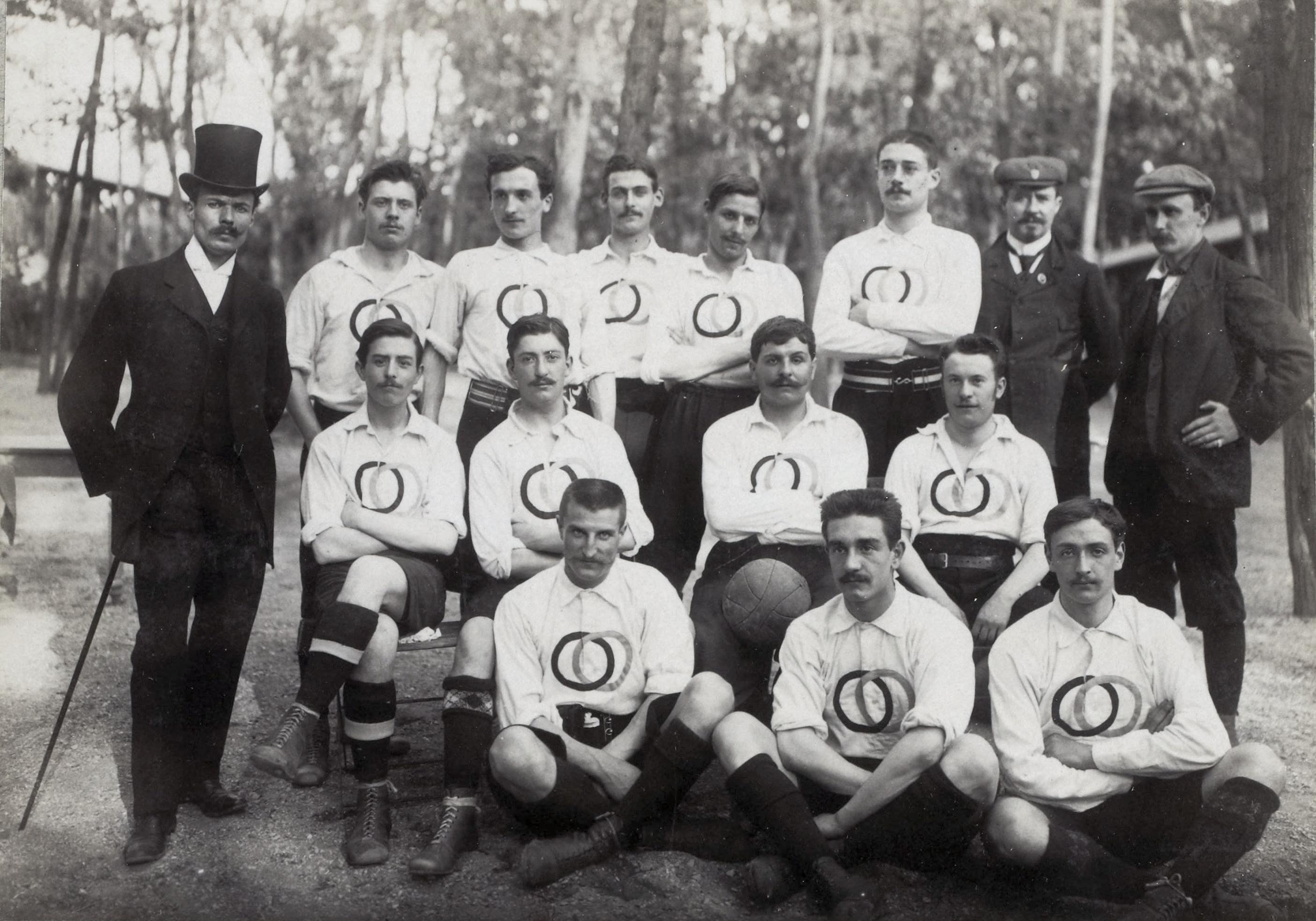
Французькі футболісти на літніх Олімпійських іграх 1900 року

У Парижі в рамках Всесвітньої виставки було вирішено провести демонстраційний футбольний турнір. Планувалося, що участь у ньому візьмуть п'ять команд — швейцарські, німецькі, бельгійські та англійські футболісти мали протистояти господарям змагань. Турнір мав розпочатися 16 вересня та тривати протягом трьох тижнів. Втім, спочатку Німецький футбольний союз, всупереч початковим планам, вирішив не делегувати власну команду на турнір, мотивуючи це відсутністю коштів, поганим досвідом та труднощами у створенні команди; а згодом і швейцарці повідмили про свої наміри знятися зі змагань.
Захищати честь Бельгії на міжнародній арені було запропоновано тогорічному чемпіону країни СК «Расінг» (Брюссель), однак вони відмовилися і бельгійці змушені були відправити до Парижа команду, складену зі студентів (переважно з Брюсселя та Льєжа) та підсилену декількома не-студентами, а також двома представниками інших країн (Хендрік ван Хойкелюм представляв Нідерланди, а Ерік Торнтон був англійським підданим).
Представником Франції на турнірі за задумом Союзу французьких спортивних товарист мав стати «Гавр», найсильніший на той час клуб країни. Однак у його складі було декілька англійців, що на думку французьких чиновників було неприпустимо для участі у міжнародних змаганнях. Зрештою, вибір пав на команду «Клуб Франсе», за яку грали самі лише французи. Цю команду, підсилену трьома гравцями з іншого паризького клубу, було вдягнено не у клубні кольори, а в білі майки з  Олімпійськими кільцями.
Англійська команда була представлена лондонським клубом «Аптон Парк», який вже брав участь у розіграші Кубку Англії, проте особливих успіхів не досяг та вважався доволі посереднім клубом. Багато британських команд не мали права брати участь у подібних змаганнях через надання їм професійного статусу, тож вибір представника у Великій Британії був доволі обмеженим.
Незважаючи на усі намагання П'єра де Кубертена залучити до участі у Олімпійських іграх футбольні збірні, футболісти та офіційні представники керівних футбольних органів країн не виявляли інтересу до цього задуму. І навіть спроба зібрати для участі у змаганнях чемпіонів різних держав завершилася фіаско. Тож було вирішено приурочити турнір в рамках Всесвітньої виставки до Олімпійських ігор і започаткувати таким чином футбольні змагання на Олімпіаді. Незважаючи на те, що турнір складався лише з двох матчів, носив чисто презентаційний характер і у ньому не розігрувалися комплекти нагород, Міжнародний олімпійський комітет зарахував Великій Британії, Франції та Бельгії відповідно «золото», «срібло» та «бронзу» до загального заліку.

## Результати

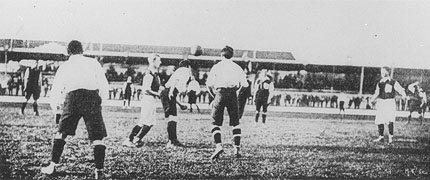
23 вересня 1900. Матч між «Аптон Парком» та USFSA XI

В зв'язку зі зменшенням кількості команд-учасниць було вирішено перенести початок змагань на чотири дні, та розпочати турнір 20 вересня 1900 року.
У першому матчі на полі зустрілися французькі гравці та футболісти «Аптон Парка». Вже на другій хвилині матчу англійці вийшли вперед завдяки влучному удару Ніколаса, який згодом оформив дубль, а його партнери відправили у сітку воріт Люсьєна Юто ще два м'ячі, встановивши остаточний рахунок матчу 4:0. Деякі джерела з історії французького футболу називають інший підсумок матчу — 4:1. Проте це історично не точно.
Три дні потому французам протистояли вже представники Брюссельського університету. Цей матч викликав значно більший ажіотаж у глядачів, яких на стадіоні зібралося втричі більше, ніж під час попереднього матчу. Одразу після початку поєдинку французи вийшли вперед завдяки влучному пострілу Гастона Пельтьє, проте ще до перерви двічі капітулювали після разючих атак бельгійців. На другу половину матчу футболісти USFSA вийшли зовсім з інакшим настроєм. Двічі поступитися на очах рідної публіки було неприпустимо. Наступні 45 хвилин стали справжнім пеклом для брюссельських студентів — британський арбітр Джек Вуд п'ять разів фіксував взяття їх воріт. Впідсумку, впевнена та закономірна перемога французької команди з рахунком 6:2, яка втім дозволила розраховувати їм лише на друге місце у змаганнях.
| 20 вересня 1900 |

| USFSA XI | 0 — 4    | Аптон Парк              |
| -------- | -------- | ----------------------- |
|          | Протокол | Ніколас 2' Тернер Зіллі |

| Велодром Жак-Анкетіл, Париж Глядачів: 500 Арбітр: Маньяр |

| 23 вересня 1900 |

| USFSA XI                 | 6 — 2    | Брюссельський університет |
| ------------------------ | -------- | ------------------------- |
| Пельтьє 1' інші невідомо | Протокол | Спанног ван Хойкелюм      |

| Велодром Жак-Анкетіл, Париж Глядачів: 1,500 Арбітр: Джек Вуд |

## Медалісти
| Ранг   | Команда                   | Володарі нагород |
| ------ | ------------------------- | --- |
| Золото | «Аптон Парк»              | Джон Джонс (ВР), Клод Бакінгем, Вільям Гослінг, Альфред Чалк, Том Баррідж, Вільям Квош, Артур Тернер, Ф. Г. Спекмен, Дж. Ніколас, Джеймс Зіллі, А. Хеслем (К)              |
| Срібло | USFSA XI                  | Люсьєн Юто (ВР), Пьєр Альман, Луї Баш, Фернан Канель, Р. Дюпар, Ежен Фрайс, Віржиль Гайяр, Жорж Гарньє, Рене Гранжан, Марсель Ламбер, Моріс Макен, Гастон Пельтьє          |
| Бронза | Брюссельський університет | Марсель Лебутт (ВР), Альбер Дельбек, Хендрік ван Хойкелюм, Рауль Келеком, Люсьєн Лондо, Ернест Моро де Мелен, Едмон Нефс, Жорж Пельгрім, Альфонс Реньє, Каміль ван Хоорден |